# Doha Diamond League 2017
Navigation
Édition précédente Édition suivante
Le Meeting de Doha 2017 (en anglais : 2017 Doha Diamond League) se déroule le 5 mai 2017 au Qatar SC Stadium de Doha, au Qatar. Il s'agit de la première étape de la Ligue de diamant 2017.

## Résultats

### Hommes
| Rang | Athlète           | Temps         | Points |
| ---- | ----------------- | ------------- | ------ |
| 1    | Akani Simbine     | 9 s 99        | 8      |
| 2    | Asafa Powell      | 10 s 08 (SB)  | 7      |
| 3    | Femi Ogunode      | 10 s 13 (=SB) | 6      |
| 4    | Justin Gatlin     | 10 s 14 (SB)  | 5      |
| 5    | Andre De Grasse   | 10 s 21 (SB)  | 4      |
| 6    | Ben Youssef Méité | 10 s 21 (SB)  | 3      |
| 7    | Ronnie Baker      | 10 s 24       | 2      |
| 8    | Kim Collins       | 10 s 33       | 1      |

| Rang | Athlète             | Temps        | Points |
| ---- | ------------------- | ------------ | ------ |
| 1    | Steven Gardiner     | 44 s 60      | 8      |
| 2    | LaShawn Merritt     | 44 s 78 (SB) | 7      |
| 3    | Tony McQuay         | 44 s 92 (SB) | 6      |
| 4    | Karabo Sibanda      | 45 s 05 (SB) | 5      |
| 5    | Vernon Norwood      | 45 s 41      | 4      |
| 6    | Luguelín Santos     | 45 s 55      | 3      |
| 7    | Pavel Maslák        | 45 s 59 (SB) | 2      |
| 8    | Liemarvin Bonevacia | 45 s 95      | 1      |

| Rang | Athlète           | Temps              | Points |
| ---- | ----------------- | ------------------ | ------ |
| 1    | Elijah Manangoi   | 3 min 31 s 90 (WL) | 8      |
| 2    | Silas Kiplagat    | 3 min 32 s 23 (SB) | 7      |
| 3    | Bethwell Birgen   | 3 min 32 s 27 (SB) | 6      |
| 4    | Vincent Kibet     | 3 min 32 s 66 (SB) | 5      |
| 5    | Timothy Cheruiyot | 3 min 32 s 87      | 4      |
| 6    | Robert Biwott     | 3 min 34 s 30 (SB) | 3      |
| 7    | Ryan Gregson      | 3 min 34 s 56 (SB) | 2      |
| 8    | Aman Wote         | 3 min 34 s 81 (SB) | 1      |

| Rang | Athlète               | Temps              | Points |
| ---- | --------------------- | ------------------ | ------ |
| 1    | Ronald Kwemoi         | 7 min 28 s 73 (WL) | 8      |
| 2    | Paul Chelimo          | 7 min 31 s 57 (PB) | 7      |
| 3    | Yomif Kejelcha        | 7 min 32 s 27 (SB) | 6      |
| 4    | Caleb Mwangangi Ndiku | 7 min 33 s 36 (SB) | 5      |
| 5    | Albert Rop            | 7 min 38 s 30 (SB) | 4      |
| 6    | Muktar Edris          | 7 min 40 s 97 (SB) | 3      |
| 7    | Jacob Kiplimo         | 7 min 43 s 73 (PB) | 2      |
| 8    | Andrew Butchart       | 7 min 45 s 36 (SB) | 1      |

| Rang | Athlète            | Marque      | Points |
| ---- | ------------------ | ----------- | ------ |
| 1    | Mutaz Essa Barshim | 2,36 m (WL) | 8      |
| 2    | Robbie Grabarz     | 2,31 m (SB) | 7      |
| 3    | Donald Thomas      | 2,29 m (SB) | 6      |
| 4    | Majed Aldin Ghazal | 2,29 m      | 5      |
| 5    | Luis Castro Rivera | 2,26 m (SB) | 4      |
| 6    | Erik Kynard        | 2,26 m (SB) | 3      |
| 7    | Chris Baker        | 2,26 m (SB) | 2      |
| 8    | Andriy Protsenko   | 2,26 m (SB) | 1      |

| Rang | Athlète                | Marque       | Points |
| ---- | ---------------------- | ------------ | ------ |
| 1    | Christian Taylor       | 17,25 m      | 8      |
| 2    | Omar Craddock          | 17,08 m (SB) | 7      |
| 3    | Alexis Copello         | 16,81 m (SB) | 6      |
| 4    | Dong Bin               | 16,76 m      | 5      |
| 5    | Troy Doris             | 16,58 m (SB) | 4      |
| 6    | Jhon Murillo           | 16,40 m      | 3      |
| 7    | Karol Hoffmann         | 16,13 m (SB) | 2      |
| 8    | Rashid Ahmed al-Mannai | 15,52 m (SB) | 1      |

| \| Rang \| Athlète \| Marque \| Points \| \| ---- \| ------------------ \| ---------------------- \| ------ \| \| 1 \| Thomas Röhler \| 93,90 m (WL,DLR,MR,NR) \| 8 \| \| 2 \| Johannes Vetter \| 89,68 m (PB) \| 7 \| \| 3 \| Jakub Vadlejch \| 87,91 m (SB) \| 6 \| \| 4 \| Tero Pitkämäki \| 84,26 m (SB) \| 5 \| \| 5 \| Ahmed Bader Magour \| 83,10 m (SB) \| 4 \| \| 6 \| Hamish Peacock \| 82,97 m \| 3 \| \| 7 \| Julius Yego \| 81,94 m (SB) \| 2 \| \| 8 \| Kim Amb \| 80,85 m (SB) \| 1 \| |                    |                        |        |
| Rang | Athlète            | Marque                 | Points |
| 1 | Thomas Röhler      | 93,90 m (WL,DLR,MR,NR) | 8      |
| 2 | Johannes Vetter    | 89,68 m (PB)           | 7      |
| 3 | Jakub Vadlejch     | 87,91 m (SB)           | 6      |
| 4 | Tero Pitkämäki     | 84,26 m (SB)           | 5      |
| 5 | Ahmed Bader Magour | 83,10 m (SB)           | 4      |
| 6 | Hamish Peacock     | 82,97 m                | 3      |
| 7 | Julius Yego        | 81,94 m (SB)           | 2      |
| 8 | Kim Amb            | 80,85 m (SB)           | 1      |

### Femmes
| Rang | Athlète                 | Temps        | Points |
| ---- | ----------------------- | ------------ | ------ |
| 1    | Elaine Thompson         | 22 s 19 (SB) | 8      |
| 2    | Dafne Schippers         | 22 s 45      | 7      |
| 3    | Marie-Josée Ta Lou      | 22 s 77 (SB) | 6      |
| 4    | Simone Facey            | 23 s 00 (SB) | 5      |
| 5    | Veronica Campbell-Brown | 23 s 09      | 4      |
| 6    | Blessing Okagbare       | 23 s 15      | 3      |
| 7    | Desiree Henry           | 23 s 22      | 2      |
| 8    | Joanna Atkins           | 23 s 32      | 1      |

| Rang | Athlète             | Temps                 | Points |
| ---- | ------------------- | --------------------- | ------ |
| 1    | Caster Semenya      | 1 min 56 s 61 (WL,MR) | 8      |
| 2    | Margaret Wambui     | 1 min 57 s 03 (SB)    | 7      |
| 3    | Eunice Jepkoech Sum | 1 min 58 s 76 (SB)    | 6      |
| 4    | Habitam Alemu       | 1 min 58 s 92 (PB)    | 5      |
| 5    | Genzebe Dibaba      | 1 min 59 s 37 (SB)    | 4      |
| 6    | Charlene Lipsey     | 2 min 00 s 29 (PB)    | 3      |
| 7    | Malika Akkaoui      | 2 min 01 s 13 (SB)    | 2      |
| 8    | Natoya Goule        | 2 min 01 s 59 (SB)    | 1      |

| Rang | Athlète           | Temps        | Points |
| ---- | ----------------- | ------------ | ------ |
| 1    | Kendra Harrison   | 12 s 59      | 8      |
| 2    | Cindy Roleder     | 12 s 90      | 7      |
| 3    | Sharika Nelvis    | 12 s 91      | 6      |
| 4    | Christina Manning | 13 s 05      | 5      |
| 5    | Megan Simmonds    | 13 s 13      | 4      |
| 6    | Phylicia George   | 13 s 14      | 3      |
| 7    | Cindy Ofili       | 13 s 42      | 2      |
| 8    | Nia Ali           | 14 s 34 (SB) | 1      |

| Rang | Athlète                     | Temps                 | Points |
| ---- | --------------------------- | --------------------- | ------ |
| 1    | Hyvin Kiyeng                | 9 min 00 s 12 (WL,MR) | 8      |
| 2    | Beatrice Chepkoech          | 9 min 01 s 57 (PB)    | 7      |
| 3    | Ruth Jebet                  | 9 min 01 s 99 (SB)    | 6      |
| 4    | Celliphine Chepteek Chespol | 9 min 05 s 70 (WJR)   | 5      |
| 5    | Emma Coburn                 | 9 min 14 s 53 (SB)    | 4      |
| 6    | Sofia Assefa                | 9 min 15 s 66 (SB)    | 3      |
| 7    | Gesa Felicitas Krause       | 9 min 15 s 70 (NR)    | 2      |
| 8    | Aisha Praught               | 9 min 19 s 29 (NR)    | 1      |

| Rang | Athlète            | Marque      | Points |
| ---- | ------------------ | ----------- | ------ |
| 1    | Katerina Stefanidi | 4,80 m (SB) | 8      |
| 2    | Sandi Morris       | 4,75 m (SB) | 7      |
| 3    | Yarisley Silva     | 4,65 m (SB) | 6      |
| 4    | Holly Bradshaw     | 4,55 m (SB) | 5      |
| 5    | Lisa Ryzih         | 4,55 m (SB) | 4      |
| 6    | Katie Nageotte     | 4,45 m (SB) | 3      |
| 7    | Kristen Brown      | 4,25 m      | 2      |
| 7    | Alysha Newman      | 4,25 m      | 2      |

| Rang | Athlète           | Marque       | Points |
| ---- | ----------------- | ------------ | ------ |
| 1    | Michelle Carter   | 19,32 m (SB) | 8      |
| 2    | Anita Márton      | 18,99 m      | 7      |
| 3    | Aliona Dubitskaya | 18,90 m (SB) | 6      |
| 4    | Yuliya Leantsiuk  | 18,22 m (SB) | 5      |
| 5    | Cleopatra Borel   | 17,96 m (SB) | 4      |
| 6    | Brittany Smith    | 17,84 m      | 3      |
| 7    | Noora Salem Jasim | 17,69 m (NR) | 2      |
| 8    | Melissa Boekelman | 17,43 m (SB) | 1      |

## Légende
Records et Performances
- AR : Record continental (area record)
- CR : Record des championnats (championship record)
- MR : Record du meeting (meet record)
- NR : Record national (national record)
- OR : Record olympique (olympic record)
- PR : Record paralympique (paralympic record)
- PB : Record personnel (personal best)
- SB : Meilleure performance personnelle de la saison (season's best)
- WL : Meilleure performance mondiale de l'année (world leader)
- WJR : Record du monde junior (world junior record)
- WR : Record du monde (world record)

Circonstances et Conditions
- DNF : N'a pas terminé (did not finish)
- DNS : N'a pas pris le départ (did not start)
- DQ : Disqualification (disqualification)
- NM : Aucun essai valable enregistré (No Mark)
- Q : Qualifié « directement » au prochain tour (ou à la prochaine compétition), lors d'une compétition majeure, grâce au classement ou à la réalisation des minima (automatic qualifier)
- q : Qualifié au prochain tour (ou à la prochaine compétition), lors d'une compétition majeure, grâce au repêchage ou à la réalisation de l'une des meilleures performances parmi celles des « non qualifiés directement » (grâce au meilleur temps ou à la meilleure distance par exemple) (secondary qualifier)

DLR Record de la Ligue de diamant